# Johann August Ernesti
Johann August Ernesti (4 août 1707 à Tennstedt - 11 septembre 1781 à Leipzig) est un théologien rationaliste, philologue, pédagogue et recteur allemand. On lui doit plusieurs biographies de personnalités de la Rome antique.

## Biographie
Johann August Ernesti est le fils d'un ministre évangéliste.
Ernesti étudie la mathématique, la philosophie  et la théologie à l'université de Wittemberg.
Ernesti est nommé professor extraordinarius de littérature ancienne à l'université de Leipzig en 1742. En 1756, il obtient son doctorat en théologie. Trois ans plus tard, la même université le nomme professor ordinarius.
C'est l'oncle des philologues August Wilhelm Ernesti (1733-1801) et Johann Christian Gottlieb Ernesti (1756-1802).

## Œuvres
Littérature classique
- Initia doctrinae Solidioris (1736), plusieurs éditions
- Initia rhetorica (1750)
- éditions, souvent commentées, de Memorabilia (1737) de Xénophon
- Cicero (1737–1739)
- Suetonius (1748)
- Tacitus (1752)
- Nuées (1754) d'Aristophane
- Homer (1759–1764)
- Callimachus (1761)
- Polybius (1764)
- Quaestura de Corradus
- Lexique grec des œuvres de Benjamin Hedericus
- Bibliotheca Latina de Fabricius (incomplet)
- Archaeologia lideraria (1768)
- Tursellinus De particulis (1769) d'Horace

Littérature sacrée
- Antimuratorius sive confutatio disputationis Muratorianae de rebus liturgicis (1755–1758)
- Neue theologische Bibliothek, vol. i à x (1760–1769)
- Institutio interpretis Nov. Test. (3e ed., 1775)
- Neueste theologische Bibliothek, vol. i à x (1771–1775).

Ernesti a aussi rédigé plus d'une centaine d'ouvrages de plus petite envergure, la plupart regroupés dans trois ouvrages : Opuscula oratoria (1762), Opuscula philologica et critica (1764) et Opuscula theologica (1773).